# Fórmula de proporção animal
Animal Proportion Formula (APF) é um sistema para classificar os tamanhos de pequenos objetos planetários usando animais lançado pela Agência Espacial Europeia (ESA). O sistema foi criado devido a equívocos introduzidos depois que um asteroide foi relatado como “metade do tamanho de uma girafa”. O impacto do filme de desastre Don't Look Up também encorajou a ESA a divulgar a classificação.

## Tamanhos
APF divide asteróides e meteoróides em 10 categorias simples. As girafas foram excluídas do sistema por não terem simetria espacial. A “baleia azul” é a maior, cobrindo asteroides que variam em tamanho de 20 a 30 m. “lula colossal” refere-se a qualquer coisa entre 10 e 20 m, com tamanhos menores sendo “alce” (5–10 m), “urso” (2–5 m) e “leão” (1–2 m).
Os meteoróides, por sua vez, são divididos em “cachorro” (0,5–1 m), “gato” (0,2–0,5 m), “gerbil” (0,1–0,2 m) e “barata” (0,01–0,1 m) com “tardígrados” ” abaixo disso. Objetos situados entre esses tamanhos podem ser subdivididos em “metades”, “terços” e “quartos”. A ESA sugere que os astrônomos deveriam se referir, por exemplo, a um meteoróide de 3 cm como sendo “um terço do tamanho de um gerbil”.

## História
As discussões preliminares do sistema começaram em 2017, depois que um meio de comunicação descreveu o asteroide VL2 como sendo “do tamanho de uma baleia”. Outros desenvolvimentos vieram em 2018, quando a NASA disse que outro objeto espacial (2014 JO25) se assemelhava a “um pato de borracha”. e o asteroide 2022 EB5, que atingiu a Terra em 11 de março, foi dito pelo Daily Mail ser “metade do tamanho de uma girafa”.